# گهرت
گهرت یک منطقهٔ مسکونی در ایران است که در بخش مرکزی شهرستان شهربابک واقع شده‌است. گهرت ۲۵۴ نفر جمعیت دارد.